# アトゥル・クルカルニー
アトゥル・クルカルニー（Atul Kulkarni、1965年9月10日 - ）は、インドの俳優。

## 人物
カルナータカ州ベルガウム出身。マハーラーシュトラ州ソーラープルのハリバーイ・デオカン高等学校、D・V・Sカレッジ英文学部を卒業し、1995年に国立演劇学校の演技の学位を取得する。また、同校で出会ったギータンジャリと結婚している。
クルカルニーが最初に演技を経験したのは高校時代であり、彼は定期的にマハーラーシュトラ州のドラマ・コンペティションに出場していた。1989年から1992年の間に演技賞とドラマ監督賞を受賞している。大学時代には積極的に学内の文化活動に参加し、学外ではソーラープルのアマチュア劇団ナティア・アラダナに参加している。

## 慈善活動
クルカルニーは教育の質の向上を目的とした慈善団体「クエスト」の代表を務めている。同団体はワークショップの開催や教師の援助、社会的に疎外されたコミュニティの子供の教育を3年から14年にかけて支援している。活動は全てマハーラーシュトラ州で行われ、マラーティー語を用いている。彼は運営に関する知識を他のNGOと積極的に共有しており、マハーラーシュトラ州内のNGO団体を定期的に訪問している。また、環境問題にも取り組んでおり、サーターラー県24エーカーの土地を緑地化している。

## 受賞歴
- 国家映画賞 助演男優賞：『ヘー・ラーム』（2000年）[7]、『哀しみのチャンダニ・バー（英語版）』（2002年）[8]
- フィルムフェア賞 カンナダ語映画部門助演男優賞：『Edegarike』（2012年）[9]